# メンバメイコボルスミ11
メンバメイコボルスミ11（メンバメイコボルスミじゅういち）は、かつて吉本興業に所属していた女性お笑いコンビ。

## メンバー
ビク・トリア（本名:岡村 理世 1969年3月19日 - ）
- 大阪府大阪市出身。
- 通称「ビク」。
- 血液型A型。
- 解散後は美容師へ転身。

ココ・シャネル（本名:栄 孝子 1968年4月2日 - ）
- 大阪府大阪市出身。
- 通称「ココ」。
- 血液型AB型。
- 解散後はピン芸人として活動。

※共に大阪市立住吉商業高等学校卒業。
　

## 来歴
- 1985年、南海ホール（後の心斎橋筋2丁目劇場）で行われたラジオ大阪の素人お笑いオーディション番組「心斎橋お笑い探検隊」で芸能界デビューを果たした[4]（結成日は「1986年2月15日」とも公表されている[1]）。この「心斎橋お笑い探検隊」でデビューした者は非NSC組であり、番組が輩出した芸人達には東野幸治、リットン調査団などがいるが、メンバメイのほぼ一定の低いテンションで掛け合い、「（やっている本人達が）笑わない漫才」という漫才のスタイルは当時としては斬新で、他と違う芸風が売りでもあった。このように既成の漫才を打ち破ったとされるスタイルで2丁目劇場では注目株と言われ[1]、本人達もこのスタイルを「ツー・スタント・コミック」と呼んでいたことがあった[1]。
- 1987年1月、朝日放送主催で毎年成人の日に生放送される関西若手お笑い芸人の登竜門的なコンテスト「第8回ABC漫才・落語新人コンクール」（現;ABCお笑いグランプリ）で審査員奨励賞を獲得[1]。その後1988年5月26日を以ってコンビは解散する[5]。
- 解散後、ビク・トリアは美容師へ転身したのに伴い引退[5]し、ココはピン芸人として活動。ブランクを経て大阪ガスのCMに竹中直人を突っ込む主婦役で出演。（なお浪曲師に転身し春野ココという芸名で活動中という風説が立ったが全くの別人である）
- 2013年に約24年振りにビク・トリアがテレビ番組に出演し、2丁目劇場時代の思い出を月亭方正、シルクらと共に語った。
- 2016年6月に『ケンゴローサーカス団』（MBSテレビ）にビクが出演。
- 2022年10月10日放送の『しゃべくり007』（日本テレビ）にビクが出演、兄のように慕っていたという今田耕司と再会した[6]。

## コンビ名の由来
- コンビ名は2人が高校のコンピュータの授業で同じクラスだったことに由来し、「メンバメイ」(=メンバー名)、「コボル」(=プログラミング言語COBOL)、「スミ」(=出身学校の大阪市立住吉商業高等学校)、11(=岡村理世の出席番号)という意味合いがある[1]。

## 出演

### テレビ番組
- '87ABC漫才・落語新人コンクール（1987年1月15日、朝日放送/関西ローカル「ABCホリデーワイド」枠）
- 4時ですよーだ（1987年4月 - 降板時期不明、毎日放送/関西ローカル）
  - 「秘密のメンバメイ」、「MEN'S モコモコ（ココのみ）」などのコーナーを担当。
- 週刊ダウンタウン おいしいトコスペシャル（毎日放送）
  - 毎週オープニングで今田・木村とのショートコントを披露した。また、「4時ですよーだ」のメンバーにインタビューする「メンバメイのこの人に聞く!」というコーナーを担当。
- ダウンタウンのゆーたもん勝ち（毎日放送）
- 紳助の今夜はねむれナイト（1987年、関西テレビ/関西ローカル）

ココのみ出演
- 正解るんです（CBC）
  - Wコージのアシスタントとして。

### ラジオ
- ラジオ2丁目劇場 → よしもとDAウー!（ラジオ大阪）
  - 今田耕司、東野幸治らとの共演で出演。解散後の1989年以降もココのみ、ハイヒール、中田カウス・ボタン、ぜんじろう、板尾創路らとの共演で1992年3月頃まで出演。
- MBSヤングタウン木曜日（1990年10月 - 1991年4月）（毎日放送ラジオ） 
  - 解散後、ココのみの出演。ダウンタウン担当の木曜日に、金曜日メインに抜擢された今田耕司に代わってアシスタントとして参加した。他の共演者はYOU。木村祐一と交代で降板。

## CM
- ミスタードーナツ（1988年）[1]

## 受賞歴
- 1987年 第8回ABC漫才・落語新人コンクール 審査員奨励賞